# Томшич, Антон
Антон (Тоне) Михайлович Томшич (словен. Anton «Tone» Mihaela Tomšič, серб. Антон Михаела «Тоне» Томшич), в среде партизан известен как Гашпер (словен. Gašper; 9 июня 1910, Триест — 21 мая 1942, Любляна) — югославский словенский студент, оргсекретарь ЦК Коммунистической партии Словении, деятель рабочего движения. Участник Народно-освободительной войны Югославии, Народный герой Югославии.

## Биография
Родился 9 июня 1910 года в пригороде Триеста (слов. Трст) в рабочей семье. Отец Михаил работал был железнодорожник. Был также двоюродный брат (по материнской стороне) Антон Кеш, участник Народно-освободительной войны Югославии.
После Первой мировой войны Антон с семьёй перебрался в Любляну, так как Триест был определён Италии. В школе учился на «отлично», однако из-за симпатий его семьи к коммунистам Антона часто исключали из школ. Учился в городах Любляна, Птуй, Белград и Загреб. В 1928 году вступил в Союз коммунистической молодёжи Югославии (родители также вступили в рабочее движение).
В 1929 году Тоне был арестован, будучи учеником 8-го класса гимназии. Был приговорён к полутора годам тюремного заключения. Наказание отбывал в тюрьме в Сремске-Митровице, после освобождения вернулся в Любляну и продолжил работу в революционном движении. Поступил в Люблянский университет, в составе студенческой группы участвовал в издании газеты «Красный флаг» (серб. Црвена застава). В одной из статей назвал короля Александра I «кровавым», за что был исключён из университета и осуждён на два с половиной года тюрьмы. Наказание отбывал всё в той же Сремске-Митровице, но и там не успокоился, организовав голодовку с требованием улучшения жизни политических заключённых.
В 1937 году после освобождения Тоне поступил в Загребский университет на юридический факультет, продолжая участвовать в революционном движении. Женился на Виде Бернот, которая также состояла в компартии Словении. В июне 1940 года он вошёл в состав ЦК Компартии Словении, а на V Съезде КПЮ в Загребе в октябре 1940 года стал кандидатом в партию. Как один из известнейших коммунистов Словении, Тоне был под постоянным наблюдением полиции, вследствие чего вынужден был вести подпольную деятельность. Много путешествовал по Словении. 23 марта 1941 был арестован полицией близ Дравограда и отправлен в люблянскую тюрьму. При попытке бегства был тяжело ранен, но уже в апреле сбежал из тюрьмы после начала войны с Германией.
Словения после капитуляции королевской власти Югославии, Словения была разделена на две части: южная отошла к Италии, северная — к Германии. Тоне, занимая должность оргсекретаря ЦК Компартии Словении, стал одним из органищаторов антифашистского сопротивления в стране. Он вступил в Освободительный фронт Словении, занявшись созданием первых партизанских отрядов и расширением деятельности Народно-освободительного движения в Словении. Издавал газету «Словенски порочевалец» (слов. Slovenski poročevalec).
Итальянцы, узнавшие о деятельности Томшича, объявили его в розыск: награда за его голову составляла 50 тысяч итальянских лир. Долгое время его не удавалось поймать, но 10 декабря 1941 итальянцы всё-таки схватили и Тоне, и Виду. Оба сидели в тюрьмах Любляны, Штирии, Гореньски и Граца.
В мае 1942 года итальянский суд приговорил Виду к 25 годам тюрьмы, а Тоне — к расстрелу. Приговор в отношении Антона Томшича был приведён в исполнение 21 мая. В 1949 году останки Тоне перезахоронили на Кладбище народных героев в Любляне. 25 октября 1943 Тоне был посмертно награждён званием Народного героя Югославии вместе с Иваном Кавчичем, Любомиром Шерцером и Славко Шландером. Его жена Вида также получила звание Народного героя, заняв после войны множество важных должностей в управлении СР Словении.
16 июля 1942 была создана 1-я словенская пролетарская ударная бригада, которая носила имя Томшича до конца войны. С 1946 года хор Люблянского университета также носит его имя.